# Элксне, Ария
А́рия Э́лксне (латыш. Ārija Elksne; 7 февраля 1928 года, Рига, Латвия — 29 сентября 1984 года, Рига, Латвийская ССР, СССР) — латышская поэтесса и переводчик. Член Союза писателей Латвии.

## Биография
Ария Элксне (урождённая Гриетыня, в замужестве Демидова, позже — Фишере) родилась 7 февраля 1928 года в Риге.
Окончила врачебный факультет (1953) и аспирантуру (1957) Рижского медицинского института. Работала врачом в санатории «Кемери» (1953—1956), в 1956—1965 доцент Рижского медицинского института.
Член Союза писателей Латвийской ССР (1960), Заслуженный деятель культуры Латвийской ССР (1975), Лауреат Государственной премии Латвийской ССР в области литературы — за сборники стихов «Ещё через одну реку» и «На берегу тишины» (1976).
Добровольно ушла из жизни 29 сентября 1984 года. Похоронена на Балтэзерском кладбище под Ригой.

## Творчество
Первая публикация состоялась в 1956 году. В 1960 году был издан первый поэтический сборник «Vārpu valoda». Переводила на латышский язык стихи А. Ахматовой, А. Блока, А. Пушкина, Г. Гейне, М. Лермонтова, романы Ф. Достоевского, Л. Фейхтвангера, К. Манна.
Была одним из авторов пользовавшихся большой популярностью литературно-драматических программ (в сотрудничестве с И. Калнаре и О. Дреге).